# LFK NG

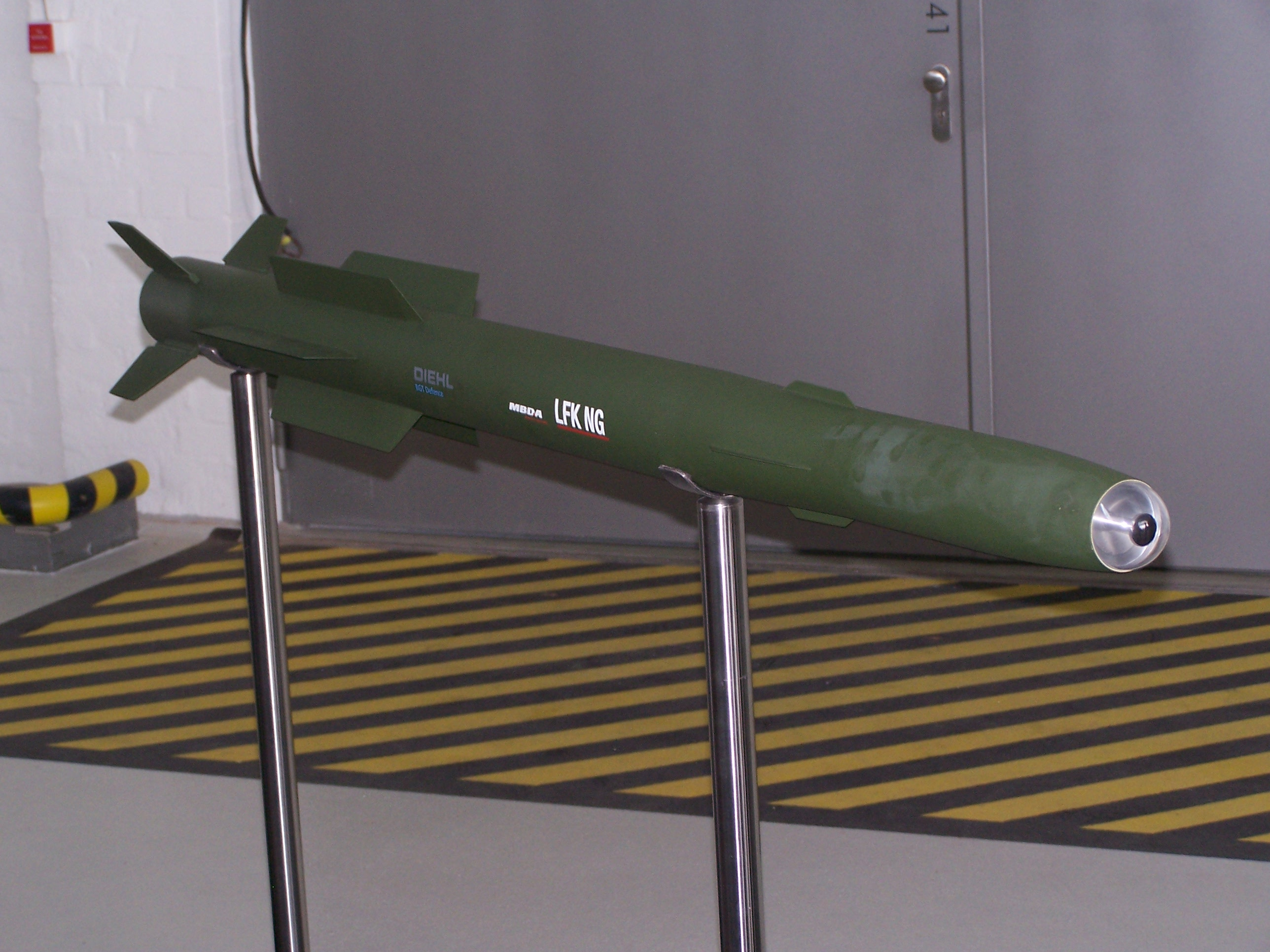
LFK NG

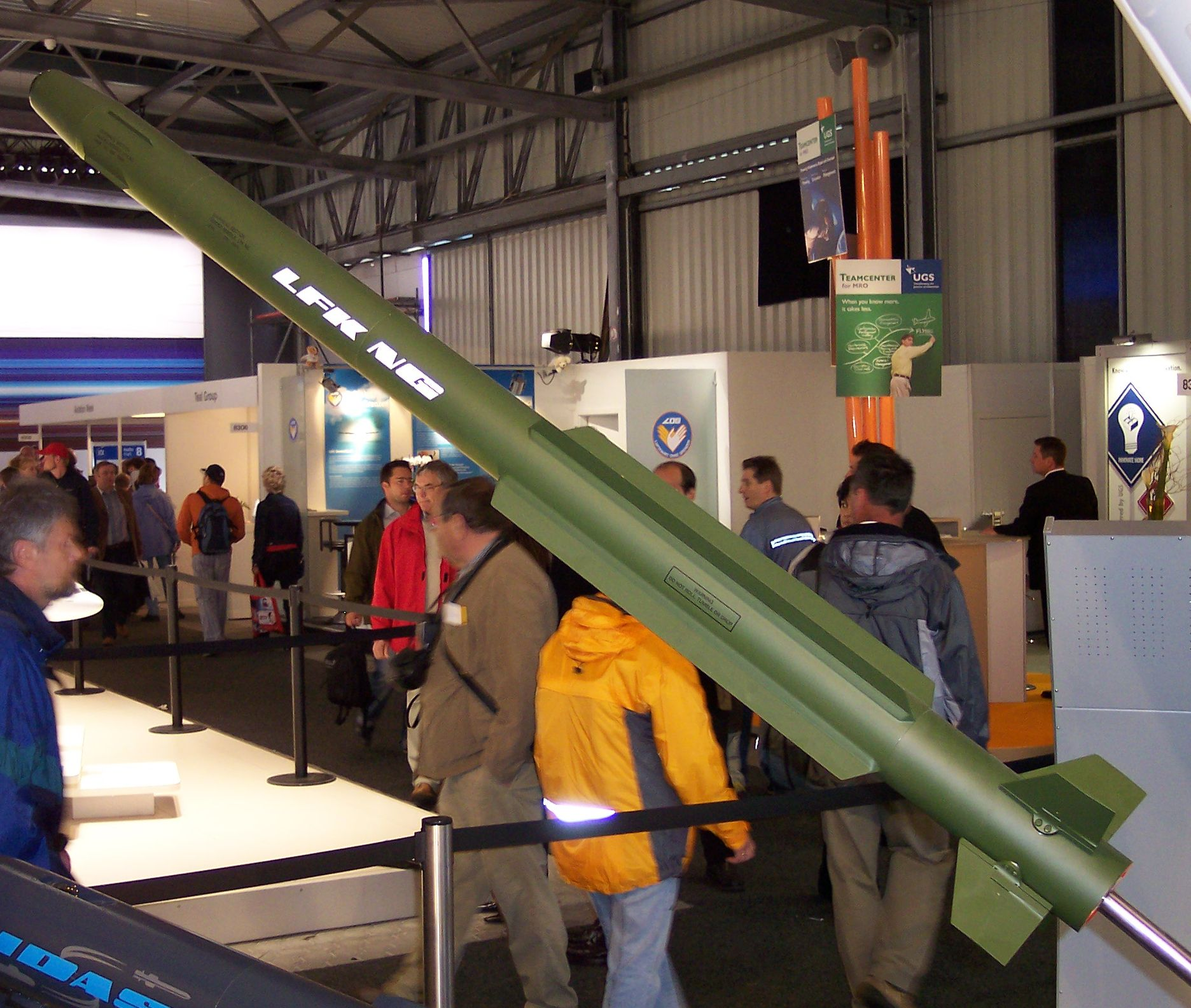
LFK NG

LFK NG (нім. Lenkflugkörper Neuer Generation — керований літальний апарат нового покоління) — зенітна керована ракета малої дальності, розроблена для оснащенна військ ППО Бундесверу компаніями MBDA та Diehl BGT Defence.
Ці ракети мають стати ключовим елементом німецької системи протиповітряної оборони, що фігурує у керівних документах під назвою «System Flugabwehr» (SysFla) й розгортується з 2013—2014 років.

## Характеристики
Зенітна ракета LFK NG має дальність польоту 10 км, висоту — до 5 км.
Загальна вага ракети становить 28 кг, вага бойової частини — 2,5 кг. Швидкість польоту сягає 2,2 Мах.
Довжина ракети — 1,78 м, діаметр — 110 мм. Ракета оснащена інфрачервоною головкою самонаведення (застосовується охолоджувана матриця 256×256 елементів), але на основній ділянці траєкторії здійснюється інерціальне наведення з радіокорегуванням.
Пуск ракети може виконуватись з різних за конструктивним виконанням платформ. Зокрема, це можуть бути спарені контейнери, що розташовуються на тринозі й орієнтуються під кутом місця 40 — 50 град. у напрямках загрозливих секторів.
Можливий варіант виконання вертикального старту з багаторакетного контейнера, що містить 16 ракет (4×4). Такі контейнери призначені для створення точок протиповітряної оборони та засад, оскільки мають дистанційне керування, позбавлені радіовипромінювання й можуть бути легко замасковані. При цьому введення польотних завдань для інерціальних ділянок наведення може здійснюватись безпосередньо з багатоцільової РЛС TBR за допомогою телекодової радіолінії. Крім того, планується оснащення зазначеними ракетами вертольотів UH-Tiger, бойових машин «Оцелот».